# 1914 aux États-Unis
Pour des articles plus généraux, voir Chronologie des États-Unis et 1914.
Chronologie des États-Unis
- 1910
- 1911
- 1912
- 1913
- 1914
- 1915
- 1916
- 1917
- 1918

Cette page concerne des événements d'actualité qui se sont produits durant l'année 1914 du calendrier grégorien aux États-Unis.

## Événements
- 20 avril : la grève des mines de charbon du Colorado, commencé en septembre 1913, culmine avec le massacre de Ludlow : le campement de grévistes de Ludlow est attaqué au fusil-mitrailleur par la garde nationale. Treize personnes sont abattues dans leur fuite. Les cadavres carbonisés de onze enfants et de deux femmes sont retrouvés dans une fosse le lendemain. La nouvelle provoque une grande agitation dans tout le pays et les mineurs prennent les armes. Les troupes fédérales sont prêtes à intervenir quand la grève s’essouffle. Malgré la mort de 66 personnes, aucun milicien ou surveillant des mines ne sera inculpé pour meurtre.
- 4 août : les États-Unis proclament leur neutralité dans le conflit européen.
- 5 août : traité Bryan-Chamorro entre les États-Unis et le Nicaragua.
- 26 septembre : le Congrès crée une Commission Fédérale du Commerce (Federal Trade Commission) habilitée à surveiller les sociétés et à donner des ordres de dissolutions aux combinaisons qu’elle juge inacceptables.
  - 14 septembre : la France, et la Grande-Bretagne repoussent l’offre de médiation du président Wilson.
- 15 octobre : Loi Clayton anti-trust. Wilson applique ainsi le programme anti-trust de Roosevelt.
- Octobre : Les banques sont autorisées à consentir des crédits aux belligérants.
- 17 novembre : Wilson proclame la neutralité du canal de Panama.

### Dates non fixées
- Doctrine Wilson qui consiste à ne pas reconnaître un gouvernement qui ne serait pas issu d’élections.
- Le Tennessee interdit l'enseignement de la théorie de l'évolution de Charles Darwin ce qui conduit au procès du singe entre science et christianisme.
- New York compte quatre millions d’habitants, Chicago deux millions, Philadelphie 1,5 million.
- La guerre en Europe accélère la montée des prix agricoles.
- Les investissements à l’étranger représentent 3 481 millions de dollars (673 en 1897, 2 500 en 1908).
- Le syndicat ouvrier AFL compte deux millions d’adhérents (500 000 en 1900).
- Rapport de la Commission sur les relations sociales : les accidents de travail font 35 000 morts et 700 000 blessés en 1914.

## Naissances en 1914
- 19 octobre : Juanita Moore, actrice. († 1er janvier 2014).